# Норвешка на Светском првенству у атлетици у дворани 2022.
Норвешка је на 18. Светском првенству у атлетици у дворани 2022. одржаном у Београду од 18. до 20. марта учествовала петнаести пут. Репрезентацију Норвешке представљала су 5 атлетичара (4 мушкараца и 1 жена) који су се такмичили у 4 дисциплине (3 мушке и 1 женска).,
На овом првенству Норвешка је по броју освојених медаља делила 25. место са 1 освојеном медаљом (1 сребрна).
У табели успешности према броју и пласману такмичара који су учествовали у финалним такмичењима (првих 8 такмичара) Норвешка је са 2 учесника у финалу делила 28 место са 8 бодова.
| Плас. | Земља    | 1. место | 2. место | 3. место | 4. место | 5. место | 6. место | 7. место | 8. место | Бр. финал. | Бод. |
| ----- | -------- | -------- | -------- | -------- | -------- | -------- | -------- | -------- | -------- | ---------- | ---- |
| =28.  | Норвешка | 0        | 1        | 0        | 0        | 0        | 0        | 0        | 1        | 2          | 8    |

## Учесници
| Мушкарци: - Хавард Бентдал Ингвалдсен — 400 м - Јакоб Ингебригтсен — 1.500 м - Сондре Гутормсен — Скок мотком - Пал Хауген Лилефос — Скок мотком | Жене: - Хеда Хине — 800 м |  |

## Освајачи медаља (1)

### Сребро (1)
- Јакоб Ингебригтсен — 1.500 м

## Резултати

### Мушкарци
| Атлетичар                 | Дисциплина  | Лични рекорд | Квалификације | Квалификације | Полуфинале           | Полуфинале           | Финале               | Финале       | Детаљи |
| Атлетичар                 | Дисциплина  | Лични рекорд | Резултат      | Место         | Резултат             | Место                | Резултат             | Место        | Детаљи |
| ------------------------- | ----------- | ------------ | ------------- | ------------- | -------------------- | -------------------- | -------------------- | ------------ | ------ |
| Хавард Бентдал Ингвалдсен | 400 м       | 45,94        | 46,95         | 4. у гр. 5    | Није се квалификовао | Није се квалификовао | Није се квалификовао | 16 / 24 (25) |        |
| Јакоб Ингебригтсен        | 1.500 м     | 3:30,60 СР   | 3:38,42 КВ    | 2. у гр. 1    |                      |                      | 3:33,02              |              |        |
| Сондре Гутормсен          | Скок мотком | 5,82         |               |               |                      |                      | 5,75                 | 8 / 13       |        |
| Пал Хауген Лилефос        | Скок мотком | 5,83         | 5,60          | 10 / 13       |                      |                      |                      |              |        |

### Жене
| Атлетичарка | Дисциплина | Лични рекорд | Квалификације | Квалификације | Финале                | Финале       | Детаљи |
| Атлетичарка | Дисциплина | Лични рекорд | Резултат      | Место         | Резултат              | Место        | Детаљи |
| ----------- | ---------- | ------------ | ------------- | ------------- | --------------------- | ------------ | ------ |
| Хеда Хине   | 800 м      | 1:58,10      | 2:04,17       | 4. у гр. 2    | Није се квалификовала | 16 / 17 (18) |        |